# Nyár a hegyen
Nyár a hegyen (en hongarès Un estiu a la muntanya) és una pel·lícula de drama hongaresa del 1967 dirigida per Péter Bacsó.

## Sinopsi
Komora, un jove pintor i els seus amics, la professora Mari i l'ancià metge Szabó, compren una barraca situada al peu de la mina de pedra de Badacsony. El lloc s'havia utilitzat antigament com a camp d'internament, però els amics pretenen establir un campament amb sessions de taller per a artistes de gran qualitat. Mari i el pintor s'enamoren.

## Repartiment
- László Mensáros... Dr. Szabó
- Katalin Gyöngyössy ... 	Mari
- József Pecsenke	... 	Komora
- Nándor Tomanek ... 	Veszeli
- Teréz Várhegyi ... 	Sári

## Guardons
Va rebre la Conquilla de Plata al Festival Internacional de Cinema de Sant Sebastià 1968.